# Buspiron

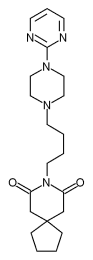
Buspirons molekylstruktur

Buspiron är ett läkemedel som bland annat används som långtidsbehandling av ångest och rastlöshet utan panikattacker. Det kan ej användas som direktverkande medel utan är endast avsett för behandling över lång tid.

## Biverkningar
Vanliga biverkningar av buspiron är huvudvärk, yrsel, dåsighet och insomni.

## Interaktioner
- Haloperidol: buspiron ökar plasma-nivåerna av haloperidol
- Rifampicin: minskar plasma-nivåer av buspiron
- MAO-hämmare: allvarlig påverkan av hjärnan är möjlig
- Grapefrukt, grapefruktjuice: ökar drastiskt plasma-nivåerna av buspiron. Undvik livsmedel innehållande grapefrukt under buspironbehandling